# College Park (Maryland)
College Park és una població dels Estats Units a l'estat de Maryland. El seu nom ve de la Universitat de Maryland a College Park, situada a la ciutat, i de l'antic estació de tren i oficina de correus anomenat "College Station." La Universitat de Maryland és la universitat més prestigiosa de la sistema d'universitats de l'estat de Maryland.
A part de la universitat, College Park també és seu de l'Aeroport de College Park, el més antic de tot el món, i el seu Museu d'Aviació (College Park Aviation Museum). Des de 2004, l'Arxiu de les Estats Units té un gran edifici ("Archives II") dins del municipi.

## Demografia

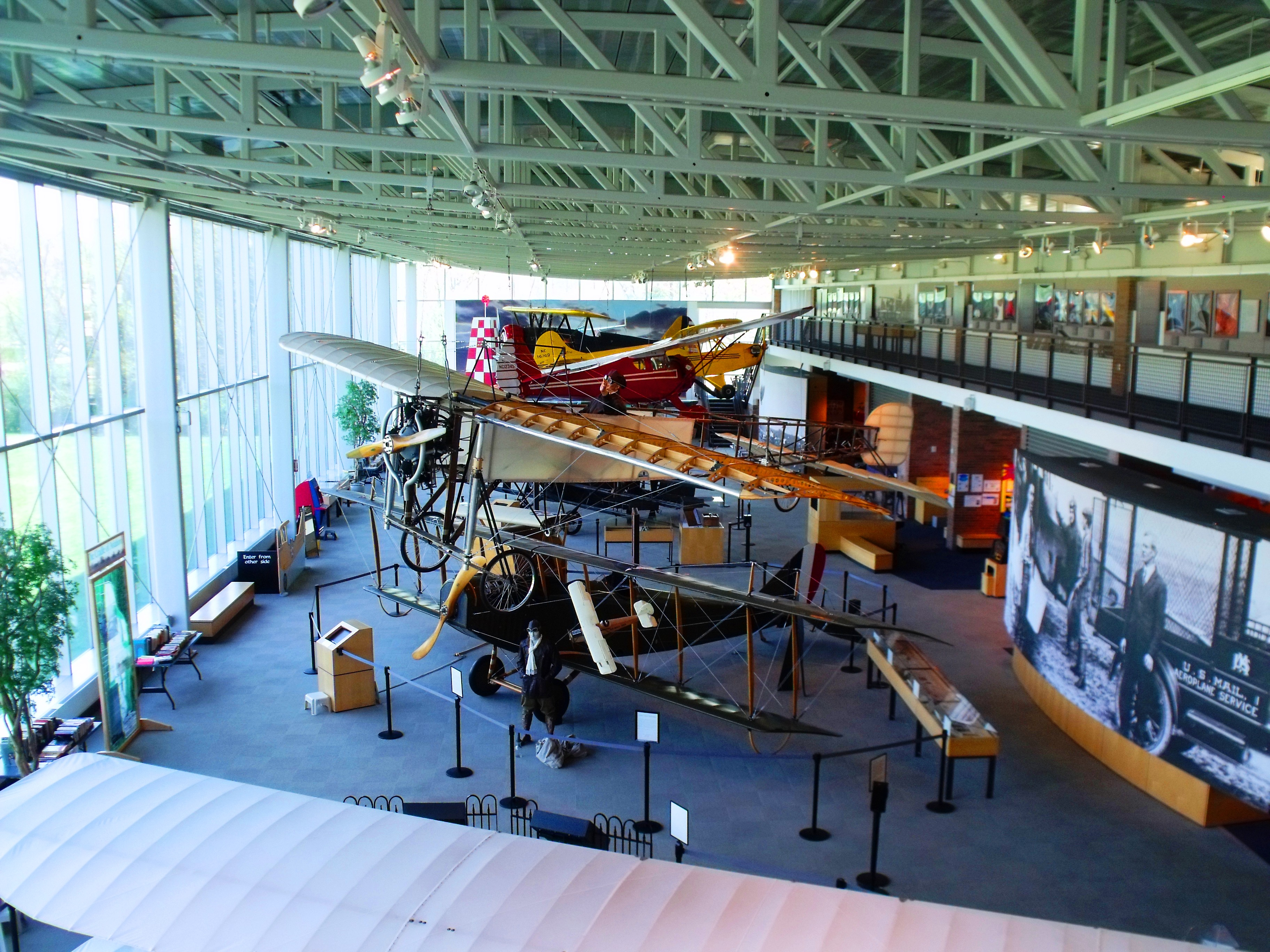
Museu d'aviació de College Park

Segons el cens del 2000, College Park tenia 24.657 habitants, 6.030 habitatges, i 3.039 famílies. La densitat de població era de 1.753,2 habitants per km².
Dels 6.030 habitatges en un 19,8% hi vivien nens de menys de 18 anys, en un 38,6% hi vivien parelles casades, en un 8,3% dones solteres, i en un 49,6% no eren unitats familiars. En el 25,7% dels habitatges hi vivien persones soles el 9,1% de les quals corresponia a persones de 65 anys o més que vivien soles. El nombre mitjà de persones vivint en cada habitatge era de 2,65 i el nombre mitjà de persones que vivien en cada família era de 3,11.
Per edats la població es repartia de la següent manera: un 10,5% tenia menys de 18 anys, un 51,3% entre 18 i 24, un 19,8% entre 25 i 44, un 11,3% de 45 a 60 i un 7,2% 65 anys o més.
L'edat mediana era de 22 anys. Per cada 100 dones de 18 o més anys hi havia 111,2 homes.
La renda mediana per habitatge era de 50.168$ i la renda mediana per família de 62.759$. Els homes tenien una renda mediana de 40.445$ mentre que les dones 31.631$. La renda per capita de la població era de 16.026$. Entorn del 4,2% de les famílies i el 19,9% de la població estaven per davall del llindar de pobresa.

## Poblacions més properes
El següent diagrama mostra les poblacions més properes.